# Derisa pallida
Derisa pallida är en insektsart som beskrevs av Ronald Gordon Fennah 1964. Derisa pallida ingår i släktet Derisa och familjen Flatidae. Inga underarter finns listade i Catalogue of Life.